# Cratere Erinna
Erinna  è un cratere sulla superficie di Venere. Deve il suo nome alla poetessa greca Erinna (in greco antico: Ἤριννα?; fl. IV secolo e.a.).